# Билећко језеро
Билећко језеро је језеро које се налази на територији општине Билећа, источна Херцеговина, Република Српска, БиХ и територији општине Никшић, Црна Гора. Настало је изградњом бране Гранчарево на реци Требишњици близу града Билеће 1968. године. Брана је висока 123 метра, а широка у врху 439 m.
Билећко језеро спада међу највеће вештачке акумулација на Балкану, дужине 18 km и ширине 3–4 km. Површина језера је око 33 km², у зависности од водостаја (од тога је 82,74 % површине језера у Билећи, а 17,26 % у Никшићу). На дну језера се налази напуштено село, које је евакуисано приликом градње хидроелектране Требиње I. Највећа дубина Билећког језера је 104 метра, а налази се на око 400 m надморске висине. Запремина језера је 1 280 милиона m³ а корисна запремина је 1 100 милиона m³.
Подизањем воде потопљене су куће и имања из села Паник, Орах, Чепелица, Задубље и Мируше. Потопљен је и манастир Косијерево, као и многи културно-историјски споменици. Најпознатији и најзначајнији су, свакако, манастир Добрићево и манастир Косијерево, који је након формирања језера премештен на нову локацију, у село Петровићи у Бањанима. Поред њих, познати су Перовића мост и римско насеље у Панику са луксузним грађевинама, купатилима, термама, и богатим мозаицима.

## Галерија
- Флора око језера